# Бугулов (хутор)
Бугу́лов (осет. Быгъуылты цъай) — хутор в Курском районе (муниципальном округе) Ставропольского края России.

## География
Хутор расположен в южной части Курского района, справа от канала имени Ленина. Находится в 28 км к юго-востоку от районного центра Курская, в 252 км от краевого центра Ставрополь, и в 12 км к северу от Моздока.
Граничит с землями населённых пунктов: Медведев на севере, Графский на востоке и Русское на западе.
В Бугулове 4 улицы: В. Колиева, Виноградная, Мира, Школьная.
Населённый пункт расположен в степной зоне. Средние высоты составляют 131 метров над уровнем моря. Перепады высот незначительны.
Гидрографическая сеть представлена в основном искусственными каналами и артезианскими колодцами.
Климат умеренно континентальный, характеризующийся жарким летом со средними температурами около +27°С и холодной зимой со средними температурами января около −5°С. Среднегодовое количество осадков составляет около 500 мм.

## История
Хутор основан в 1766 году (по сведениям из списка населённых мест Терского округа — в 1851 году:58) выходцами из селения Бугултыкау Куртатинского ущелья Северной Осетии, Панкратом Бугуловым и его братьями:40.
Первоначально в хуторе проживали осетины-цайта (от осет. цъай — «колодец»):38, 107. В конце XIX века в хутор стали заселяться переселенцы из Центральных губерний Российской империи.
В 1926 году в хуторе проживало 220 человек. Из которых украинцы составляли — 105 человек, осетины — 101 человек, другие — 14 человек:318.
Ныне население хутора является многонациональным, с преобладанием турок-месхетинцев, которые в конце 1970-х годов, не получив возможности вернуться на свою историческую область — Месхетия (на юге Грузии), были расселены в некоторых субъектах Северного Кавказа, в том числе и в различных районах Ставропольского края.
До 16 марта 2020 года Бугулов входил в состав сельского поселения Серноводский сельсовет".

## Население
| 1914 | 1925 | 1926 | 1989 | 2002 | 2010 | 2021 |
| ---- | ---- | ---- | ---- | ---- | ---- | ---- |
| 137  | ↗190 | ↗220 | ↗445 | ↗545 | ↗587 | ↘542 |

Национальный состав
По данным Всероссийской переписи населения 2010 года:
| Народ      | Численность, чел. | Доля от всего населения, % |
| ---------- | ----------------- | -------------------------- |
| турки      | 288               | 49,1 %                     |
| русские    | 95                | 16,2 %                     |
| осетины    | 78                | 13,3 %                     |
| кабардинцы | 31                | 5,3 %                      |
| грузины    | 31                | 5,3 %                      |
| чеченцы    | 23                | 3,9 %                      |
| армяне     | 11                | 1,9 %                      |
| кумыки     | 10                | 1,7 %                      |
| другие     | 20                | 3,3 %                      |
| всего      | 587               | 100 %                      |

## Инфраструктура
Личное подсобное хозяйство с зоной сельскохозяйственного использования, индивидуальная застройка усадебного типа.
Основа экономики — сельское хозяйство.
- Средняя общеобразовательная школа № 20.
- Фельдшерско-акушерский пукнкт.

В 2 км к северу от хутора расположено общественное открытое кладбище площадью 20 тыс. м².

## Транспорт
Хутор доступен автотранспортом. 